# Francesco Antonio Vallotti
Francesco Antonio Vallotti (født 11. juni 1697, død 10. januar 1780) var en italiensk komponist og musikteoretiker.
Vallotti skrev et lærd værk: Della scienza teoretica e practica della moderna musica (1779), og var en anset lærer for blandt andre abbed Vogler og Sabbatini, hvilken sidste forfattede Vallottis biografi. Som organist og kirkekapelmester i Padua komponerede Vallotti talrige kirkelige værker.